# Ржаников, Николай Николаевич
Николай Николаевич Ржаников — советский хозяйственный деятель, Герой Социалистического Труда.

## Биография
Родился в 1927 году в селе Боровинка. Член КПСС.
В 1941—1978 — рабочий, горнорабочий, проходчик, горный мастер шахты «Магнетитова» Высокогорского ордена Ленина рудоуправления Нижне-Тагильского металлургического комбината Министерства чёрной металлургии СССР.
Указом Президиума Верховного Совета СССР от 19 июля 1958 года присвоено звание Героя Социалистического Труда с вручением ордена Ленина и золотой медали «Серп и Молот».
Делегат XXIII съезда КПСС.
Умер в 1994 году в Нижнем Тагиле.

## Награды и звания
- Герой Социалистического Труда (19.07.1958)
- Орден Ленина (19.07.1958)